# Gà lôi lam mào đen
Gà lôi lam mào đen (danh pháp hai phần: Lophura × imperialis) là một loại gà lôi thuộc họ Trĩ, bộ Gà, có màu lam thẫm, cỡ trung bình, thân dài đến khoảng 75 cm, đầu trụi lông với da đỏ, mào lam, chân đỏ thẫm, và bộ lông bóng. Con mái màu nâu với mào lông ngắn dựng đứng, đuôi và lông cánh sơ cấp màu đen.
Được Delacour & Jabouille mô tả năm 1924 từ mẫu một đôi chim bị bắt thu được tại Việt Nam. Tuy nhiên tần suất bắt gặp là rất thấp. Nó được tái phát hiện năm 1990, khi một con trống choai bị một người nông dân thu hái mây bẫy được. Một con trống choai khác bị bắt vào tháng 2 năm 2000. Đến gần đây, qua xét nghiệm DNA, người ta đã xác định được nó là con lai nguồn gốc tự nhiên của gà lôi trắng (L. nycthemera) với gà lôi lam mào trắng (L. edwardsi) hoặc gà lôi lam đuôi trắng (L. hatinhensis) chứ không phải là một loài thực sự. Vì vậy nó đã bị BirdLife và IUCN đưa ra khỏi danh sách loài bị đe dọa.
Gà lôi lam mào đen được tìm thấy trong các cánh rừng của Việt Nam và Lào. Nó trông tương tự như một loài chim bí ẩn khác của Việt Nam là gà lôi lam đuôi trắng, nhưng to hơn về kích thước, có đuôi dài hơn, mào và các lông đuôi màu lam sẫm toàn bộ trong khi gà lôi lam đuôi trắng có mào và các lông đuôi trung tâm màu trắng.